# Montbazens
Montbazens é uma comuna francesa na região administrativa de Occitânia, no departamento de Aveyron. Estende-se por uma área de 17,48 km². Em 2010 a comuna tinha 1 437 habitantes (densidade: 82,2 hab./km²).